# 國立嘉義大學蘭潭校區
國立嘉義大學蘭潭校區位於嘉義市東區鹿寮里學府路300號，是國立嘉義大學校本部，也是目前最大的校區，佔地約115.86公頃。1985年國立嘉義農業專科學校（原國立嘉義技術學院前身）行政中心自新民校區（原民生校區）遷移至該校區並進行啟用。
蘭潭校區緊鄰蘭潭水庫風景區，校門面向學府路，從八掌溪防汛道路右轉忠義橋，可抵彌陀路商圈。

## 校區沿革
1985年「國立嘉義農業專科學校」由民生校區（現新民校區）遷校至蘭潭校區現址，1997年7月1日，改制升格為「國立嘉義技術學院」，設有農藝技術系、園藝技術系、森林系、木材科學系、畜產技術系、獸醫學系、食品科學技術系、農業機械工程技術系、農業土木工程技術系、農業經營技術系、植物保護技術系、水產養殖技術系、農業經濟科、農場管理科（二年制公費生）等十四個系科，招收大學部及專科部學生。
2000年2月1日，與「國立嘉義師範學院」整合成立「國立嘉義大學」，為蘭潭校區校本部，設有農學、理工、生命科學、管理等四個學院，2006年民生校區管理學院新建大樓落成啟用，管理學院遷至民生校區。

## 校園環境
蘭潭校區是嘉義大學的校本部，農學院、理工學院、生命科學院在蘭潭校區設有系所，而行政單位也設在蘭潭校區。目前設於蘭潭校區的行政單位設有中正樓行政中心、圖書資訊館（電算中心）、嘉禾館、瑞穗館（大禮堂）、國際交流學園；教學場館則有電物一館、理工大樓、應化一館、電物二館、應化二館、機電館、生物資源館、生命科學館、生物農業科技一館、生物農業科技二館、植醫館、景觀學系大樓、食品科學館、工程館、農藝館、園藝館、森林生物多樣性館、森林館、動物科學館、機能館等。
「學生活動中心」，一樓設有郵局、超商、餐廳、美食街、合作社、妃瓷，二樓設有課外活動指導組、學生輔導中心。

### 校門
蘭潭校區的校門面向學府路，整個校門區域還包括農產品展售中心（咖啡學園）、綠建築、嘉大昆蟲館等場館設施<

### 圖書館
1919年「臺灣總督府嘉義農林學校」成立時，已著手購置圖書，1921年正式成立圖書室，命名為「臺南州立嘉義農林學校圖書室」，1945年隨著學校改制更名為「臺灣省立嘉義農業職業學校圖書館」。1965年7月因應升格為農業專科學校，再更名為「臺灣省立嘉義農業專科學校圖書館」，館舍位於當時城中區的學生活動中心，面積有120多坪，是一棟木造平房，藏書約3,000冊左右。1971年因應蘭潭校區擴展需要，設立蘭潭分館。1981年本校改制為國立，更名為「國立嘉義農業專科學校圖書館」。為了配合遷校，本館與分館於1985年1月合併遷入山明水秀、環境幽美的蘭潭校園中正樓東側。1997年7月本校升格為技術學院，更名為「國立嘉義技術學院圖書館」。2000年2月國立嘉義大學成立，更名為「國立嘉義大學圖書館」。
| 樓層 | 用途與設施 |
| ---- | --- |
| B1   | 自習室、250人演講廳、50人會議室四間、密集書庫、機房 |
| 1    | 現期期刊區、參考書區、新書展示區、輿圖區、流通櫃檯、資訊檢索區、休閒雜誌/報紙區、學習共享區(含參考諮詢服務櫃檯/教師指定參考用書/畢業紀念冊)、研討室101-102、論文區、藝術作品展示區、交贈書庫、影印室、辦公室（採編組、典藏組） |
| 2    | 裝訂期刊區、資訊檢索區、資訊推廣室、辦公室（閱覽組） |
| 3    | 音樂欣賞區、視聽學習區、視聽欣賞區、團體欣賞室、視聽討論室、諮詢服務檯、電腦主機室、辦公室（系統資訊組、志工） |
| 4    | 中文圖書 000-500類、教職員著作室、檢索區、研討室 401-404、研究小間 401-424、館長室 |
| 5    | 中文圖書 600-900類、西文圖書、日文圖書、博雅圖書/兒童讀物、國學叢書、檢索區、研討室 501-502、研究小間 501-524、蕭萬長文物館 |

### 體育設施
運動場館有嘉禾館（體育館）、運動場、網球場、籃球場、排球場、學生活動廣場、游泳池。
嘉禾館（體育館）地下室為桌球室及重量訓練室，一樓為羽球場（排球場）及攀岩場，二樓為看台，最大容量約二千人。

### 教職員生宿舍
學生宿舍為蘭潭學苑的學一舍、學二舍、學三舍、學五舍、學六舍，教職員宿舍為教職員住的教職員單身宿舍、蘭潭招待所。

## 外部連結
- 國立嘉義大學（页面存档备份，存于）